# 엑스박스 게임 패스
엑스박스 게임 패스(Xbox Game Pass)는 엑스박스의 일환으로 마이크로소프트 게이밍에서 제공하는 구독 서비스이다. 2017년 6월 1일에 출시된 이 서비스는 사용자가 비디오 게임 콘솔, 마이크로소프트 윈도우, 안드로이드 (운영체제), IOS, IPadOS, 웹 브라우저, 스마트 TV, 클라우드를 통해 비디오 게임을 다운로드하고 플레이할 수 있도록 한다. 게임 패스는 게임 라이브러리가 순환되며, 사용자가 활성 구독을 가지고 있는 한 게임에 계속 액세스할 수 있다. 게임 패스 구독자는 또한 서비스 라이브러리의 게임과 해당 다운로드 가능 콘텐츠(DLC) 구매 시 할인을 받을 수 있다.
이 서비스는 두 가지 제품으로 구성된다. 엑스박스 원 및 엑스박스 시리즈 X/S용 주력 엑스박스 게임 패스와 마이크로소프트의 마이크로소프트 윈도우 브랜드 전용 윈도우 10 및 윈도우 11에서 실행되는 PC용 PC 게임 패스이다. 엑스박스 게임 패스와 PC 게임 패스는 별도의 구독 상품으로 제공된다. 게임 패스 얼티밋으로 알려진 프리미엄 티어에는 두 서비스에 대한 액세스 외에도 콘솔, PC, 모바일 플랫폼에서 사용할 수 있는 온디맨드 클라우드 게임인 엑스박스 클라우드 게이밍 및 엑스박스 게임 패스 코어 구독 혜택이 포함된다.
이 서비스는 엑스박스 게임 스튜디오, 베데스다 소프트웍스, 액티비전 블리자드와 같은 마이크로소프트 게이밍 자회사 및 기타 회사들의 타이틀을 제공한다. 2018년 1월부터 모든 새로운 엑스박스 게임 스튜디오 타이틀은 출시 즉시 게임 패스 구독자에게 제공되었다. 마이크로소프트는 또한 일렉트로닉 아츠의 EA 플레이 서비스, 유비소프트의 유비소프트+ 및 라이엇 게임즈의 PC 게임 패스 및 게임 패스 얼티밋 구독자를 위한 특별 보너스 보상을 제공했다.
엑스박스 라이브 골드는 2023년 9월 14일에 서비스가 중단되었으며, 이 서비스는 엑스박스 게임 패스에 새로운 저가 티어인 엑스박스 게임 패스 코어로 통합되어 구독자에게 제한된 무료 타이틀을 제공한다.

## 역사
게임 패스의 구상은 두 가지 영역에서 비롯되었다. 첫째는 2013년 엑스박스 원의 문제 발생 후 돈 매트릭의 뒤를 이어 마이크로소프트의 엑스박스 브랜드 책임자가 된 필 스펜서 (기업인)였다. 매트릭은 엑스박스 원을 게임 콘솔보다는 엔터테인먼트 허브로 포지셔닝했고, 출시 전 결정된 일부 디자인은 소비자 및 언론의 부정적인 비판으로 인해 되돌려져야 했다. 스펜서는 엑스박스 브랜드를 인수한 후 콘솔의 차세대 계획을 세우는 동시에 위험하더라도 새로운 아이디어로 팀을 재활성화해야 한다는 것을 깨달았다. 이때 나온 아이디어 중 하나는 게임 렌탈 서비스였고, 이 서비스를 구축하기 위한 프로젝트가 아치스(Arches)라는 코드명으로 시작되었다. 마이크로소프트가 발전함에 따라 넷플릭스와 스포티파이와 같은 온라인 스트리밍 서비스는 성공적인 구독 비즈니스 모델을 보여주었고, 이는 마이크로소프트가 아치스를 결국 게임 패스로 전환하게 만들었다. 게임 패스 개념은 사티아 나델라 CEO 하에 클라우드 기반 서비스를 추진하려는 마이크로소프트의 더 큰 기업 전략에 부합했다.
두 번째 영역은 마이크로소프트가 2002년에 인수한 게임 개발사 레어 (기업)와 관련이 있었다. 매트릭이 엑스박스에 재직하는 동안 그는 엑스박스 360과 함께 도입된 키넥트 모션 감지 주변 기기를 엑스박스 환경의 주요 구성 요소로 포지셔닝하고, 레어의 일반적인 생산물과는 다르게 레어에게 키넥트 스포츠를 출시 타이틀로 작업하도록 할당했다. 레어 스튜디오 이사 크레이그 던컨에 따르면, 키넥트 스포츠 작업을 통해 그들은 멀티플레이어 요소가 있는 미래 게임에 대한 창의적인 아이디어를 얻었고, 처음에는 "레어 넥스트"라고 불렀지만 결국 씨 오브 시브즈로 발전했다. 씨 오브 시브즈는 게임 패스가 플레이어에게 얼마나 잘 채택될지, 그리고 시스템의 경제성을 보여주는 주요 테스트가 될 예정이었다. 스펜서는 다른 게임 퍼블리셔와 개발자들이 구독 모델에 대해 강한 주저함을 가지고 있다는 것을 알고 있었기 때문에, 오래된 타이틀 목록을 사용하여 게임 패스를 출시하고, 소매점이나 디지털 상점에서 구매할 수 있는 날에 마이크로소프트의 첫 퍼스트 파티 게임으로 씨 오브 시브즈를 서비스에 추가할 계획을 세웠다. 스펜서는 던컨에게 씨 오브 시브즈의 모든 플레이어가 게임 패스를 통해 플레이하고 소매 또는 다운로드 가능한 복사본이 구매되지 않더라도 성공적인 결과로 간주할 것이라고 말했다.
2017년 2월 28일, 마이크로소프트는 엑스박스 게임 패스의 출시를 발표하고 엑스박스 인사이더 커뮤니티의 일부 회원에게 테스트 및 피드백을 위해 제한된 게임 카탈로그를 제공했다. 2017년 2분기 후반에 이 서비스는 엑스박스 라이브 골드 구독자에게, 그리고 일반 사용자에게 공개되었다. 엑스박스 게임 패스에는 엑스박스 라이브 골드 구독이 필요하지 않지만, 카탈로그에 있는 게임의 온라인 멀티플레이어 콘텐츠에는 필요하다.
마이크로소프트의 E3 2017 기자 회견의 일환으로 마이크로소프트는 엑스박스 (콘솔) 타이틀 중 일부가 엑스박스 360 타이틀과 유사한 새로운 하위 호환 기능으로 제공될 것이라고 발표했다. 이후 인터뷰에서 스펜서는 이 게임 중 일부가 게임 패스에도 추가될 수 있다고 언급했다.
2018년 1월 23일, 마이크로소프트는 게임 패스의 확장을 발표했으며, 2018년 3월 20일에 출시된 앞서 언급한 씨 오브 시브즈를 시작으로 퍼스트 파티 타이틀이 게임 출시일에 맞춰 카탈로그에 추가될 것이라고 밝혔다. 크랙다운 3, 스테이트 오브 디케이 2 및 포르자 호라이즌 4도 출시될 예정이었지만, 당시 출시일은 발표되지 않았으며, 헤일로 및 기어 오브 워와 같은 기존 마이크로소프트 프랜차이즈의 향후 릴리스도 출시와 동시에 추가될 예정이었다. 또한, 일부 ID@Xbox 타이틀도 출시일에 서비스에 추가되며, 첫 번째는 로보크래프트 인피니티였다.
스펜서는 마이크로소프트가 엑스박스 게임 패스를 경쟁사의 기기를 포함한 다양한 기기에서 사용할 수 있도록 할 계획이라고 밝혔다. 스펜서는 "우리는 사람들이 플레이하고 싶은 모든 기기에 게임 패스를 제공하고 싶다. 이는 우리 사업 때문만이 아니라, 비즈니스 모델 자체가 사람들이 다른 어떤 공간에서도 플레이하지 않았을 게임을 소비하고 찾을 수 있도록 하기 때문이다."라고 말했다.
2019년 4월 18일, 마이크로소프트는 게임 패스와 엑스박스 라이브 골드를 하나의 구독 패키지로 결합한 새로운 티어인 엑스박스 게임 패스 얼티밋을 발표했다. 같은 날 엑스박스 인사이더에게 테스트용으로 제공되었으며, 2019년 6월 9일에 일반에 공개되었다. 2019년 5월, 마이크로소프트는 윈도우 10을 지원하며 출시 시점에 100개 이상의 게임을 이용할 수 있는 PC용 게임 패스를 발표했다. 2019년 6월 9일, 마이크로소프트는 PC용 게임 패스가 오픈 베타로 출시될 것이며, 이 또한 얼티밋에 포함될 것이라고 발표했다.
스펜서는 2020년 10월에 게임 패스의 현재 가격 모델이 일부 개발자들의 과소 청구 우려에도 불구하고 "완전히 지속 가능"하다고 여겨지며, 마이크로소프트는 가까운 미래에 가격을 인상할 계획이 없다고 말했다.
엑스박스 클라우드 게이밍(코드명 "xCloud")은 2020년 9월 15일에 게임 패스 얼티밋 구독자에게 출시되었으며, 이는 안드로이드 (운영체제) 모바일 기기에 클라우드 게임 기능을 추가하고, 처음에는 서비스에 최적화된 100개 이상의 게임을 제공한다. 추가 안드로이드 모바일 기기에 대한 지원은 나중에 예상된다. 엑스박스 시리즈 X/S 출시와 함께 EA 플레이는 2020년 11월 10일에 콘솔 및 엑스박스 클라우드 게이밍의 게임 패스 얼티밋 구독자에게 추가되었으며, 2021년 3월 18일에는 게임 패스 얼티밋 및 PC용 게임 패스 구독자를 위해 PC로 확장되었다. 엑스박스 클라우드 게이밍용 프로그레시브 웹 애플리케이션은 2021년 4월에 초대 전용 베타에 진입했으며, 2021년 6월에 일반에 공개되었다. 이는 PC 및 모바일 웹 브라우저 (특히 IOS 기기 포함, 플랫폼에서 클라우드 게임 서비스를 제공하는 것을 방해하는 애플이 부과한 제한으로 인해)와 호환된다.
2021년 6월, 마이크로소프트는 스마트 TV용 게임 패스 앱과 "독립형 스트리밍 장치"를 개발 중이라고 밝혔다. 이 두 가지 서비스는 모두 xCloud를 중심으로 구축될 것이다. 2021년 12월, 마이크로소프트는 시장 혼란을 줄이기 위해 PC용 엑스박스 게임 패스를 "PC 게임 패스"로 리브랜딩한다고 발표했다. 이 서비스는 계속해서 엑스박스 로고를 사용한다.
2022년 1월 18일, 마이크로소프트는 게임 패스 구독자가 2,500만 명을 넘어섰다고 발표했다. 같은 날, 마이크로소프트는 액티비전 블리자드를 인수하고 액티비전 게임 카탈로그를 게임 패스에 통합하기 시작할 계획을 발표했다.
전통적으로 자체 런처를 통해 게임을 제공했던 라이엇 게임즈는 2022년 6월에 리그 오브 레전드를 포함한 무료 플레이 게임을 2022년 후반에 엑스박스 게임 패스에 추가할 것이라고 발표했다. 리그 오브 레전드와 같은 게임의 경우, 게임 패스 구독자에게 모든 챔피언 또는 영웅 명단이 제공될 것이며, 레전드 오브 룬테라와 같은 다른 타이틀의 경우 게임 패스 구독자는 게임 내 보상을 받게 된다.
프렌즈 앤 패밀리 티어가 2022년 9월에 공개되었으며, 아일랜드와 콜롬비아에서 처음으로 시험판이 출시되었다. 월 25달러로 추정되는 이 고가 요금제는 계정 소유자와 동일한 국가 내에 있는 최대 4명과 계정을 공유할 수 있도록 허용한다.
출시 이후 마이크로소프트는 새로운 엑스박스 게임 패스 얼티밋 구독자를 위해 월 1달러의 입문 요금을 제공했다. 마이크로소프트는 2023년 3월에 이 프로모션을 중단하고 새로운 구독자를 유치할 잠재적인 대체 옵션을 찾고 있다고 발표했다.
마이크로소프트는 2023년 9월 14일, 엑스박스 라이브 골드를 엑스박스 게임 패스 코어라는 새로운 엑스박스 게임 패스 티어로 대체했다. 코어는 엑스박스 라이브 골드와 동일한 기능(비부분 유료화 게임의 온라인 멀티플레이어 포함)을 제공하며, 출시 시점에 36개의 게임 라이브러리를 제공하며, 이는 주 게임 패스 라이브러리와 유사하게 시간이 지남에 따라 확장되고 변경될 것으로 예상된다.
스펜서는 2024년 2월에 마이크로소프트가 플레이스테이션 5와 닌텐도 스위치에서 일부 엑스박스 독점작을 제공할 것이라고 설명했지만, 게임 패스를 이러한 플랫폼으로 가져올 계획은 없으며, 대신 엑스박스와 윈도우용 퍼스트 파티 게임을 먼저 제공하는 장소로 남을 것이라고 말했다.
2024년 9월 12일부터 여러 가격 변경 및 티어 제공이 이루어졌다. 신규 사용자는 더 이상 콘솔 전용 티어를 디지털 방식으로 구매할 수 없지만, 기존 사용자는 마이그레이션 전 최소 1년 동안 이 플랜을 유지할 것이다. 대신, 콜 오브 듀티: 블랙 옵스 6가 서비스의 출시일 타이틀로 제공되기 전에 엑스박스 라이브 서비스와 게임 라이브러리(출시일 제외)에 대한 액세스를 제공하는 새로운 스탠다드 티어가 도입되었다. 출시일 액세스를 포함한 다른 플랜은 동일하게 유지되지만, 월 2~3달러 가격 인상이 있을 것이다.
엑스박스는 2025년 5월 안트스트림과 제휴하여 게임 패스 구독의 일환으로 안트스트림 아케이드(Antstream Arcade)를 통해 수많은 라이선스 레트로 게임을 제공할 예정이다.

## 구조
엑스박스 게임 패스는 엑스박스 원의 기존 EA 플레이 비디오 게임 구독 및 경쟁사 소니그룹이 제공하는 플레이스테이션 나우 서비스와 유사하다. 구독 카탈로그는 출시 시점에 100개 이상의 게임을 포함했으며, 게임은 수시로 카탈로그에 추가되거나 삭제되었다. 엑스박스 게임 패스는 플레이어가 전체 게임을 콘솔에 다운로드할 수 있도록 한다. 엑스박스 책임자 필 스펜서 (기업인)에 따르면, 이는 플레이어에게 "스트리밍, 대역폭 또는 연결 문제에 대해 걱정할 필요 없이 지속적이고 완전한 충실도의 게임 플레이"를 제공하기 위해 이루어졌다. EA 플레이와 달리 엑스박스 게임 패스는 반다이 남코, 캡콤, 워너 브라더스 게임즈, 2K 게임즈 및 엑스박스 게임 스튜디오의 퍼스트 파티 게임과 같은 광범위한 퍼블리셔의 게임을 제공한다. 스펜서에 따르면, 마이크로소프트는 게임 패스를 잘 팔리는 일반적인 틀에 맞지 않고 퍼블리셔를 얻기 어려운 게임을 제공하기 위한 플랫폼으로 보고 있으며, 대신 이러한 게임을 구독 모델로 제공하여 개발자가 새롭고 실험적인 타이틀을 만들도록 장려한다. 게임 패스는 또한 플레이어가 일반적으로 구매하지 않았을 게임을 시도해 볼 수 있는 방법을 제공한다.
이 카탈로그는 엑스박스 시리즈 X/S 및 엑스박스 원용 게임과 엑스박스 시리즈 X/S 및 엑스박스 원이 하위 호환되는 엑스박스 360 및 엑스박스 타이틀을 포함한다. 플레이어가 콘솔에 다운로드하고 설치할 수 있는 게임 수에는 제한이 없으며, 콘솔에 사용 가능한 저장 공간 외에는 제한이 없다. 게임이 카탈로그에 남아 있는 한, 구독자는 무제한으로 다운로드하고 플레이할 수 있다. 플레이어는 카탈로그의 게임을 20% 할인된 가격으로 구매할 수 있으며, 해당 게임의 관련 추가 콘텐츠는 10% 할인된 가격으로 구매할 수 있다. 할인 가격은 게임이 카탈로그에 있는 동안에만 제공되며, 특정 게임에만 해당된다. 카탈로그의 게임은 콘솔이 오프라인 상태일 때도 플레이할 수 있지만, 활성 구독을 확인하기 위해 다시 연결해야 하기 전까지는 30일 이내로 제한된다.
게임이 카탈로그에서 제거되거나 플레이어가 구독을 종료하면, 플레이어가 게임을 구매하거나 구독을 갱신할 때까지 접근이 일시 중단되지만, 게임 내 진행 상황은 그동안 저장된다. 게임이 엑스박스 360 타이틀인 경우, 하위 호환되며 엑스박스 시리즈 X/S 또는 엑스박스 원에서 사용해야 한다. 플레이어가 게임을 구매하지 않는 한 플레이어의 엑스박스 360 콘솔로 다운로드할 수 없다.
스펜서는 마이크로소프트가 게임 패스에 있는 게임에 대해 개발자에게 보상하는 여러 가지 방법이 있으며, 단일한 상환 접근 방식은 없다고 밝혔다. 상환 방식은 마이크로소프트 플랫폼의 독점성을 보장하는 정액 방식부터 개발 비용 전체를 충당하는 방식, 그리고 사용량 및 수익화 방식에 기반한 다양한 모델을 포함한다. 패러독스 인터랙티브의 프레드릭 웨스터는 자신들이 따랐던 조건은 스포티파이와 같은 서비스에서 사용되는 플레이당 로열티 기반 접근 방식이 아니라, 인지된 가치에 따라 정해진 기간 동안 마이크로소프트가 게임에 대해 일시불로 개발자 또는 퍼블리셔에게 지불하는 넷플릭스 모델이었다고 말했다. 선불 방식과 많은 구독자 수는 개발자들이 게임의 지속적인 방향을 선택할 수 있도록 한다. 옵시디언 엔터테인먼트의 경우, 수백만 명이 게임을 플레이한다는 것을 알았기 때문에 게임 아우터 월즈에 대한 추가 다운로드 가능 콘텐츠를 고려할 수 있었다.
2020년 7월 인터뷰에서 엑스박스의 마케팅 디렉터 아론 그린버그는 엑스박스 게임 패스가 현재로서는 마이크로소프트에 반드시 수익성이 있는 것은 아니지만, 겉으로는 저렴한 가치로 많은 기능을 제공함으로써 입소문을 통해 더 많은 플레이어를 유치하고 장기적으로 가치를 창출하도록 설계되었다고 말했다. 이는 서비스 광고에 드는 높은 비용을 피할 수 있게 한다. 마이크로소프트의 액티비전-블리자드 인수 제안의 일환으로 2022년에 발표된 보고서에서 영국의 경쟁시장청은 게임 패스가 게임이 서비스에 출시된 첫 해 동안 판매를 잠식했다고 보고했다. 스펜서는 이 보고서를 인정하면서도 "즉시 더 많은 플레이어가 게임을 플레이하게 되어 실제로는 게임 판매가 증가한다"고 말했다.
마이크로소프트가 플레이스테이션이나 닌텐도 스위치와 같은 다른 콘솔 플랫폼에 엑스박스 게임 패스를 가져오기 위해 노력하고 있다는 소문이 있었지만, 스펜서는 2021년 8월 인터뷰에서 이러한 콘솔에 대한 계획은 현재 없다고 말했다. 스펜서는 "우리는 현재 [전체 엑스박스 경험]을 다른 종류의 폐쇄형 플랫폼에 가져올 계획이 없으며, 주로 그러한 폐쇄형 플랫폼은 게임 패스와 같은 것을 원하지 않기 때문"이며, 그들의 초점은 개인용 컴퓨터 및 웹 애플리케이션과 같은 개방형 시스템에서 사용할 수 있도록 하는 것이라고 말했다.

## 구독자 수
2020년 4월의 2020년 3분기 실적 발표에서 마이크로소프트는 엑스박스 게임 패스 구독자가 1천만 명을 넘어섰다고 보고했다. 2020년 9월까지 1,500만 명의 구독자를 달성했으며, 2021년 1월에는 1,800만 명, 그리고 2022년 1월까지 2,500만 명을 넘어섰다.
마이크로소프트의 액티비전 블리자드 인수 관련 문서에 따르면, 게임 패스는 2021년 1월 회계연도에 총 29억 달러의 수익을 올렸으며, 이는 마이크로소프트 게임 및 서비스 수익의 약 30% 또는 총 엑스박스 사업의 18%에 해당한다.
2024년 2월, 마이크로소프트는 게임 패스 구독자가 3,400만 명이라고 발표했다.

## 가용성

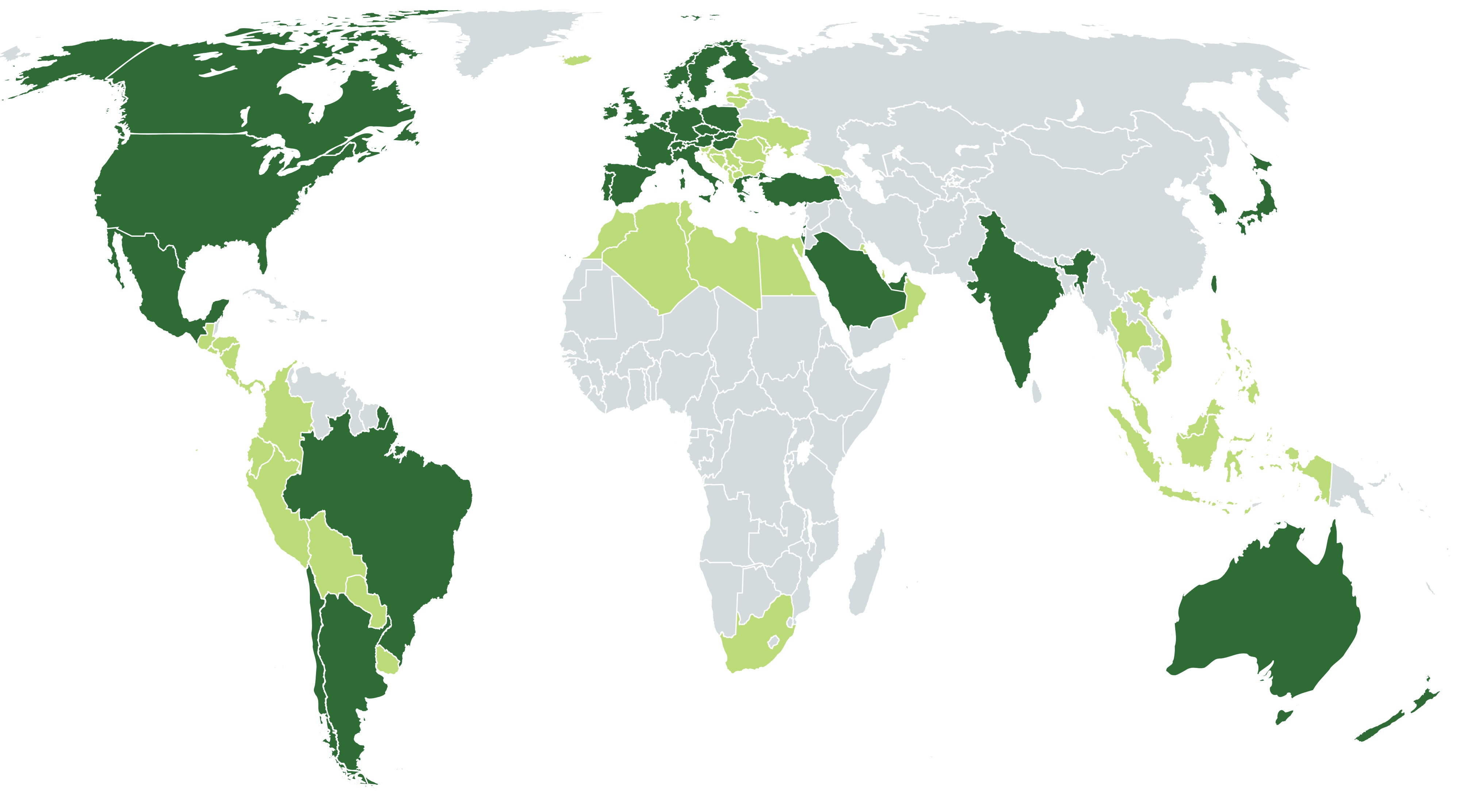
국가별 엑스박스 게임 패스 가용성: 콘솔 및 PC
PC 전용

엑스박스 게임 패스는 아르헨티나, 오스트레일리아, 오스트리아, 벨기에, 브라질, 캐나다, 칠레, 콜롬비아, 체코, 덴마크, 핀란드, 프랑스, 독일, 그리스, 홍콩, 헝가리, 인도, 아일랜드, 이스라엘, 이탈리아, 일본, 멕시코, 네덜란드, 뉴질랜드, 노르웨이, 폴란드, 포르투갈, 러시아, 사우디아라비아, 싱가포르, 슬로바키아, 남아프리카 공화국, 대한민국, 스페인, 스웨덴, 스위스, 대만, 튀르키예, 아랍에미리트, 영국, 미국에서 이용 가능하다.
2022년 3월 29일, PC 게임 패스 프리뷰는 싱가포르를 시작으로 인도네시아, 말레이시아, 필리핀, 태국, 베트남 등 5개 동남아시아 국가에서 출시되었다. 이 서비스는 2022년 4월 21일에 이들 국가에서 공식적으로 출시되었다.
PC 게임 패스 서비스는 2023년 2월 28일에 시작된 프리뷰를 통해 여러 유럽, 북아프리카, 중동 국가로도 확장되었다.
PC 게임 패스 카탈로그의 일부는 2023년 후반에 지포스 나우 스트리밍 서비스에서 이용할 수 있게 될 것이다.

## 같이 보기
- 애플 아케이드